# Klenovnik
Klenovnik es un municipio de Croacia en el condado de Varaždin.

## Geografía
Se encuentra a una altitud de 222 m s. n. m. a 87 km de la capital nacional, Zagreb.

## Demografía
En el censo 2011, el total de población del municipio fue de 2022 habitantes, distribuidos en las siguientes localidades:
- Dubravec - 426
- Goranec - 20
- Klenovnik - 977
- Lipovnik - 373
- Plemenšćina - 109
- Vukovoj- 110

| Gráfica de población de Klenovnik 1857-2011                         |
|                                                                     |
| Según los censos de población de la oficina estadística de Croacia. |